# Прогрессивная партия трудового народа Кипра
Прогрессивная партия трудового народа Кипра (АКЕЛ, греч. Ανορθωτικό Κόμμα Εργαζόμενου Λαού, тур. Emekçi Halkın İlerici Partisi) — коммунистическая партия на Кипре, создана в 1941 году, имеет депутатов в Европарламенте.

## История
Основана 15 августа 1926 под названием Коммунистическая партия Кипра. Своей целью партия видела как борьбу с эксплуатацией, так и освобождение Кипра от британского господства. В 1931 партия перешла на нелегальное положение в связи с ужесточением политической жизни Кипра со стороны английской администрации, последовавшим за Октябрьским восстанием.
14 апреля 1941 партия была воссоздана под нынешним названием. В годы Второй мировой войны свыше 700 членов АКЭЛ сражались в составе английской армии против Германии. На первых муниципальных выборах в 1943 году кандидаты от АКЭЛ стали мэрами городов Лимасол и Фамагуста. После окончания войны АКЭЛ была организатором борьбы трудящихся за освобождение Кипра от англичан, за улучшение условий труда и повышение жизненного уровня. АКЭЛ в послевоенный период не являлась сторонником немедленного Энозиса. Вместо этого партия стояла на позициях постепенного обретение суверенитета Кипром — сначала в рамках британской империи, затем — провозглашение независимости от Англии и энозис. Однако после провала переговоров по созданию приемлемой конституции АКЭЛ выступила за немедленный энозис без переходного периода.
В ноябре 1955 после объявления на Кипре чрезвычайного положения английские власти запретили деятельность АКЭЛ. 135 руководителей АКЭЛ были арестованы.
После отмены чрезвычайного положения (4 декабря 1959) партия возобновила легальную деятельность. По мнению руководителей партии, достижение полной независимости Кипра, ликвидация остатков колониального режима, военных баз, демократизация общественной жизни и экономического возрождение должно было привести к созданию предпосылок, необходимых для перехода к переустройству общества на социалистических началах. АКЭЛ добивалась решения кипрской проблемы мирным путём на основе уважения принципов равноправия и самоопределения народов, суверенитета государств. На парламентских выборах (июль 1970) по спискам АКЭЛ в Палату представителей было избрано 9 депутатов, за которых голосовало 40,7 % избирателей.
В 50-е годы АКЭЛ находилась в строгой оппозиции к националистическому движению ЭОКА, возглавляемую Георгиосом Гривасом, участвовавшем в Гражданской войне в Греции на стороне противников коммунистов, а также организации турок-киприот ТМТ. Ряд членов партии и её сторонников были убиты боевиками ЭОКА. В свою очередь, после 1958 года ТМТ стала оказывать давление на турок, входивших в состав АКЭЛ, с целью заставить их выйти из партии. Был убит редактор рабочей газеты Фазиль Ондер, а председатель турецкого бюро профсоюза PEO, подконтрольного АКЭЛ, Ахмет Сади был вынужден для спасения жизни уехать в Англию. Турецкими националистами из ТМТ в 1965 году был убит член ЦК партии Дервиш Али Кавазоглу.
После вооруженного путча 15 июля 1974 и высадки турецких войск на Кипре (20 июля 1974), ЦК АКЭЛ заявил, что кипрская проблема должна быть решена на основе обеспечения независимости, территориальной целостности Кипра и суверенных прав кипрского народа путём вывода всех иностранных войск с территории страны, проведения политики неприсоединения, создания демократического правительства и обеспечения равноправия всех граждан республики — как греков, так и турок.
Распад социалистического лагеря партия перенесла без серьёзных потрясений. Сохранив марксизм в качестве базовой части своей идеологии, партия продолжила борьбу за мирное объединение греческой и турецкой частей Кипра и ликвидацию зависимости от иностранных держав.
В середине 90-х годов XX века начался значительный рост влияния АКЭЛ. В опоре на массовые профсоюзные и студенческие организации она завоёвывала всё более и более весомые позиции в представительных органах страны. Партия получила свыше трети голосов на выборах в парламент, взяла под контроль ведущие муниципалитеты Кипра. Представители партии стали мэрами крупнейших городов страны, в том числе и столицы государства, Никосии.
В 1998 году на президентских выборах кандидату АКЭЛ Георгиосу Якову, победившему в 1-м туре, во 2-м не хватило менее 1% голосов для того, чтобы занять президентский пост. В 2001 году лидер партии Деметис Христофиас избран председателем Палаты представителей Кипра.
На президентских выборах 2003 года победил поддержанный АКЭЛ лидер Демократической партии Тассос Пападопулос.
В 2008 году на президентских выборах, при поддержке широкого патриотического фронта, Д. Христофиас, несмотря на развёрнутую оппонентами широкую антикоммунистическую кампанию, одержал победу и стал президентом страны. 24 февраля 2008 года второй тур выборов принёс Христофиасу 53,37 % голосов избирателей тогда как его конкурент, консерватор Иоаннис Косулидис, получил 46,63 % голосов.
На президентских выборах 2013 и 2018 годов поддержанный партией независимый кандидат Ставрос Малас проигрывал во 2-м туре Никосу Анастасиадису, получив, соответственно, 42,5 и 44% голосов.

## Современное положение
Прогрессивная партия трудового народа Кипра объединяет около 3% населения страны. Партия опирается на массовые общественные организации — Всекипрскую федерацию труда, Союз кипрских крестьян, Всекипрскую федерацию женских организаций. Имеется массовая молодёжная организация партии — Единая демократическая организация молодежи (ЭДОН).

## Руководители партии
- Леон Лео (1936—1945)
- Фифис Иоанну (1945—1949)
- Эзекиас Папаиоанну (1949—1988)
- Димитрис Христофиас (1988—2009)
- Андрос Киприану (2009—2021)
- Стефанос Стефану (с 2021)

## Участие в выборах
Партия представлена в Европарламенте (фракция GUE/NGL, 2 депутата).
АКЭЛ — вторая по величине фракции в парламенте политическая партия на Кипре.
| 1960 | Парламент     | 51 719  | 35 %    | 5/50  | 2 |
| 1970 | Парламент     | 68 229  | 34,1 %  | 9/35  | 1 |
| 1976 | Парламент     | 264 005 | 15,27 % | 9/35  | 1 |
| 1981 | Парламент     | 95 364  | 32,8 %  | 12/35 | 1 |
| 1985 | Парламент     | 87 628  | 27,4 %  | 15/56 | 3 |
| 1991 | Парламент     | 104 771 | 30,63 % | 18/56 | 2 |
| 1996 | Парламент     | 121 958 | 33,0 %  | 19/56 | 2 |
| 2001 | Парламент     | 142 648 | 34,7 %  | 20/59 | 1 |
| 2004 | Европарламент | 93 212  | 27,89 % | 2/6   | 2 |
| 2006 | Парламент     | 131 066 | 31,1 %  | 18/56 | 1 |
| 2009 | Европарламент | 106 922 | 34,9 %  | 2/6   | 2 |
| 2011 | Парламент     | 132 171 | 32,67 % | 19/59 | 2 |
| 2014 | Европарламент | 69 852  | 26,98 % | 2/6   | 2 |
| 2016 | Парламент     | 90 206  | 25,67%  | 16/56 | 2 |
| 2019 | Европарламент | 77 241  | 27,49%  | 2/6   | 2 |
| 2021 | Парламент     | 79 913  | 22,3%   | 15/56 | 2 |

Результаты президентских выборов
| Год  | Кандидат, поддержанный АКЭЛ | 1-й тур | 1-й тур | 2-й тур | 2-й тур | Место |
| Год  | Кандидат, поддержанный АКЭЛ | Голосов | %       | Голосов | %       | Место |
| ---- | --------------------------- | ------- | ------- | ------- | ------- | ----- |
| 1983 | Спирос Киприану             | 173 791 | 56,5    |         |         | 1     |
| 1988 | Георгиос Василиу            | 100 748 | 30,1    | 167 834 | 51,6    | 1     |
| 1993 | Георгиос Василиу            | 157 027 | 44,2    | 176 769 | 49,7    | 2     |
| 1998 | Георгиос Якову              | 160 918 | 40,61   | 200 262 | 49,2    | 2     |
| 2003 | Тассос Пападопулос          | 213 353 | 51,51   |         |         | 1     |
| 2008 | Димитрис Христофиас         | 150 016 | 33,29   | 240 604 | 53,37   | 1     |
| 2013 | Ставрос Малас               | 118 755 | 26,91   | 175 267 | 42,52   | 2     |
| 2018 | Ставрос Малас               | 116 920 | 30,24   | 169 243 | 44,01   | 2     |